# Calle 59–Avenida Lexington (metro de Nueva York)
La Calle 59–Avenida Lexington es un complejo de estación en la línea de la Avenida Lexington y la línea Broadway del Metro de Nueva York de la división A y B del Brooklyn–Manhattan Transit Corporation y el Interborough Rapid Transit Company. La estación se encuentra localizada en Astoria, Queens entre la 30ª Avenida y la Calle 31. La estación es servida en varios horarios por los trenes del Servicio , , , ,  y .
Una transferencia gratis se encuentra disponible para la estación de la línea de la Calle 63 IND al salir de la estación y caminar hacia la estación Avenida Lexington – Calle 63.

## Galería

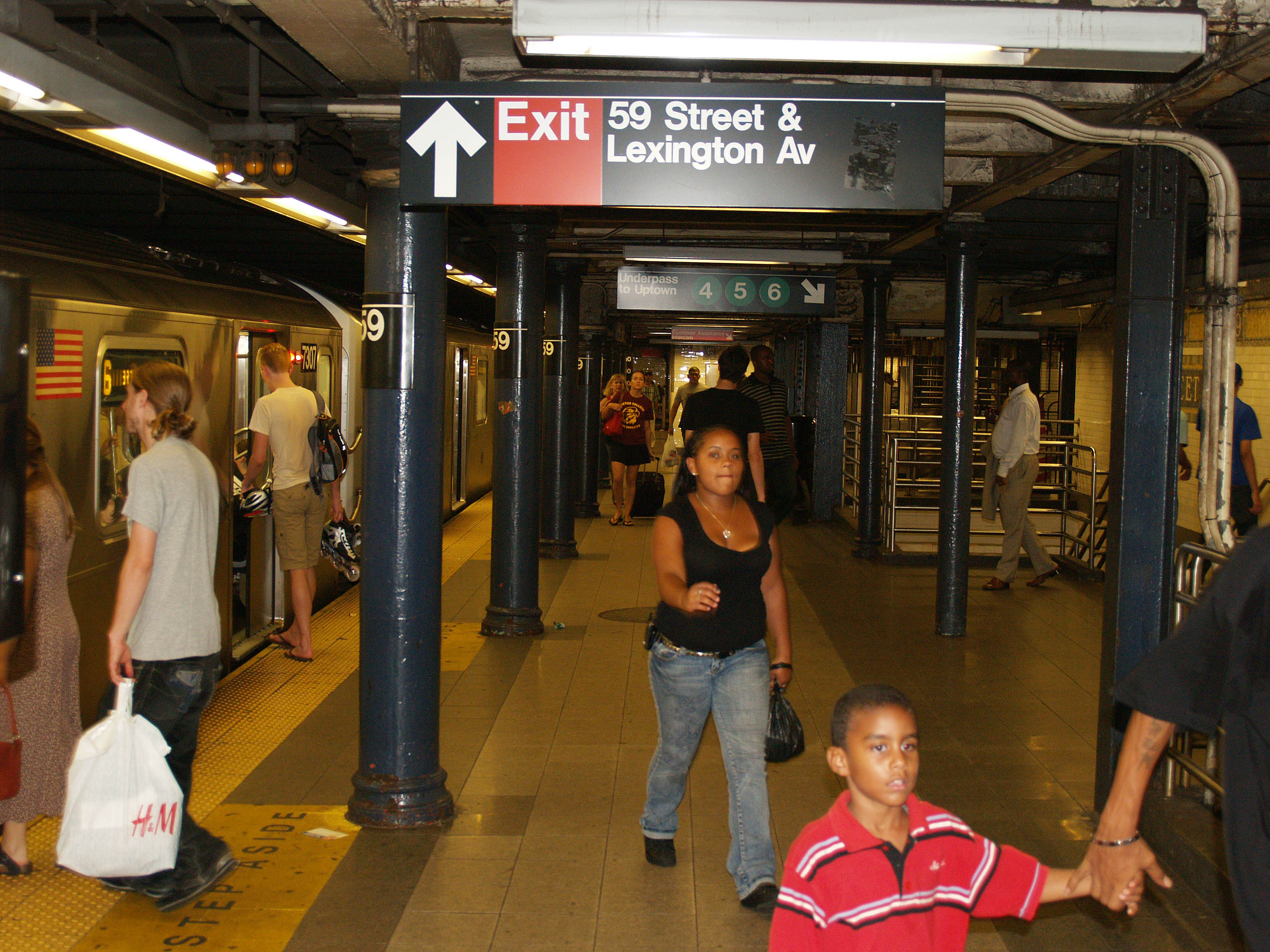
Estación de la Avenida Lexington
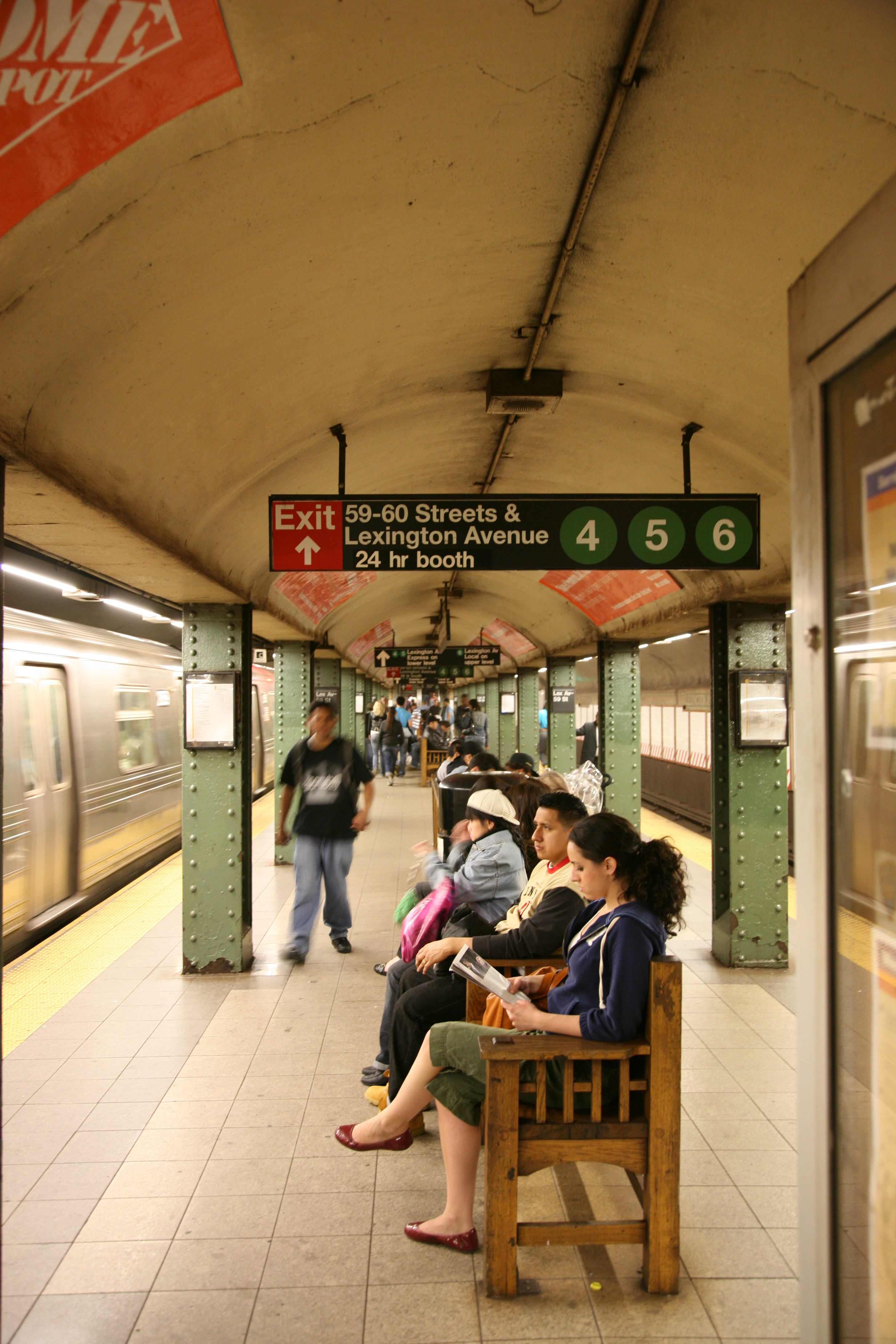
Estación de la línea Broadway